# Downing (Missouri)
Downing é uma cidade localizada no estado americano de Missouri, no Condado de Schuyler.

## Demografia
Segundo o censo americano de 2000, a sua população era de 396 habitantes.
Em 2006, foi estimada uma população de 393, um decréscimo de 3 (-0.8%).

## Geografia
De acordo com o United States Census Bureau tem uma área de
1,7 km², dos quais 1,7 km² cobertos por terra e 0,0 km² cobertos por água. Downing localiza-se a aproximadamente 258 m acima do nível do mar.

## Localidades na vizinhança
O diagrama seguinte representa as localidades num raio de 24 km ao redor de Downing.